# Joker Arroyo
Joker Paz Arroyo (* 5. Januar 1927 in Naga, Camarines Sur, Philippinen; † 5. Oktober 2015 in San Francisco, Kalifornien, Vereinigte Staaten) war ein philippinischer Jurist und Politiker.

## Leben

### Rechtsanwalt und Gegner der Marcos-Diktatur
Nach dem Schulbesuch studierte er Rechtswissenschaft an der University of the Philippines und schloss dieses Studium mit einem Bachelor of Laws (LL.B.) ab. Ein weiteres Studium des Öffentlichen Rechts an der Ateneo de Manila University beendete er mit einem Associate Degree (Associate of Arts in Public Law (AAPL)). Nach Beendigung des Studiums war er als Rechtsanwalt tätig.
Nach Verhängung des Kriegsrechts durch Präsident Ferdinand Marcos 1972 engagierte er sich für Menschen-, Freiheits- und Gleichheitsrechte. Dabei war er der erste Rechtsanwalt, der eine Klage beim Obersten Gerichtshof der Philippinen zur Überprüfung der Vereinbarkeit des Kriegsrechts (Proclamation 1081) mit der Verfassung der Philippinen einreichte. Danach klagte er mit anderen Rechtsanwälten vor dem Obersten Gerichtshof in Fällen der Ratifizierung der von Marcos diktierten Verfassung von 1973, des 6. Verfassungszusatzes, der Präsident Marcos neben dem Parlament (Batasang Pambansa) den Beschluss von Gesetzen erlaubte, sowie der Macht von Militärgerichten zur Verurteilung von Zivilpersonen.
Während der Zeit des Kriegsrechts vertrat er in zahlreichen Gerichtsverfahren bekannte politische Persönlichkeiten wie Benigno „Ninoy“ Aquino, Eugenio Lopez, Jr., Sergio Osmeña III, José María Sison, Jovito Salonga, Aquilino Pimentel, Eva Estrada-Kalaw, Renato Tañada und Eduardo Olaguer. Dabei war er Prozessvertreter in mehr Menschenrechtsfällen als jeder andere Rechtsanwalt der Philippinen. Wegen dieser Aktivitäten wurde er jedoch selbst in einem Militärlager interniert sowie bei Teilnahmen an Protesten verletzt. Zuletzt war er unter anderem Gründer von FLAG, einer Anwaltsgruppe für freie Rechtsberatung (Free Legal Assistance Group).

### Politische Ämter nach dem Sturz von Marcos
Bei der vorgezogenen Präsidentschaftswahl 1986 war er Berater von Corazon Aquino und wurde nach deren Amtsantritt als Präsidentin im März 1986 zum einflussreichen Exekutivsekretär ernannt. Dieses Amt bekleidete er bis September 1987.
Zugleich war er zwischen 1986 und 1990 sowohl Vorstandsvorsitzender der Philippine National Bank als auch Exekutivdirektor für die Philippinen in der Asiatischen Entwicklungsbank.
Bei den Wahlen 1992 wurde als Parteiloser Mitglied des Repräsentantenhauses und vertrat dort nach seinen Wiederwahlen 1995 und 1998 bis Juni 2001 den 1. Wahlbezirk von Makati City. Dabei wurde er teilweise mit 80 Prozent der Wählerstimmen gewählt und stellte einen parlamentarischen Rekord von 100-prozentiger Anwesenheit bei den Sitzungen des Repräsentantenhauses während seiner gesamten Parlamentszugehörigkeit auf.
Bei dem Amtsenthebungsverfahren gegen Präsident Joseph Estrada 2001 war er der Hauptvertreter der Anklage.
Nach seinem Ausscheiden aus dem Repräsentantenhaus wurde er im Juni 2001 Mitglied des Senats und 2007 für eine weitere sechsjährige Amtszeit wiedergewählt. Dabei war er zeitweise Vorsitzender der Ausschüsse für die Rechenschaftspflicht öffentlicher Personen und Untersuchungen (das sogenannte „Blue Ribbon Committee“), für Justiz und Menschenrechte sowie für den öffentlichen Dienst.